# Ä
Az ä (umlautos a) betűt több latin betűs ábécét használó nyelv használja, többek közt a germán nyelvek közül a német, valamint a svéd, a finnugor nyelvek közül a finn, az észt, a szláv nyelvek közül pedig a szlovák.

## Története
Az ä a skandináv nyelvekben eredetileg æ-ként írták - amely latinos írásjel volt másutt is, ezt a formát máig megtartotta a norvég és a dán, valamint az izlandi és a feröeri nyelv. A svédben ez úgy változott, hogy az a fölé egy kis e-t írtak, ami az idők során két ponttá egyszerűsödött. Ez a felnémetben van így mintaként a barokk kor óta: az a fölé fraktúra e-t írtak, ami hasonlít két vesszőre. Semmi köze a görög-latin trémához (két pont), ha az antikvában így is jelölik ma. A középkorban az ö-t és az ä-t egyaránt e-nek írták. Erős igeragozásban az a umlautja ä, az o umlautja ö, az u umlautja ü, az e umlautja i (az utóbbit nyelvi laikusok nem veszik észre). Umlaut jelenség van még egyes főnevek tövének többesszáma esetében.
A finn, az észt és más környékbeli nyelvek már ezt a kétpontos alakot vették át a hangrendszerükben megtalálható kétféle „e” hang megkülönböztetésére („e” – zárt hang, „ä” – nyílt hang).

## Önálló betű

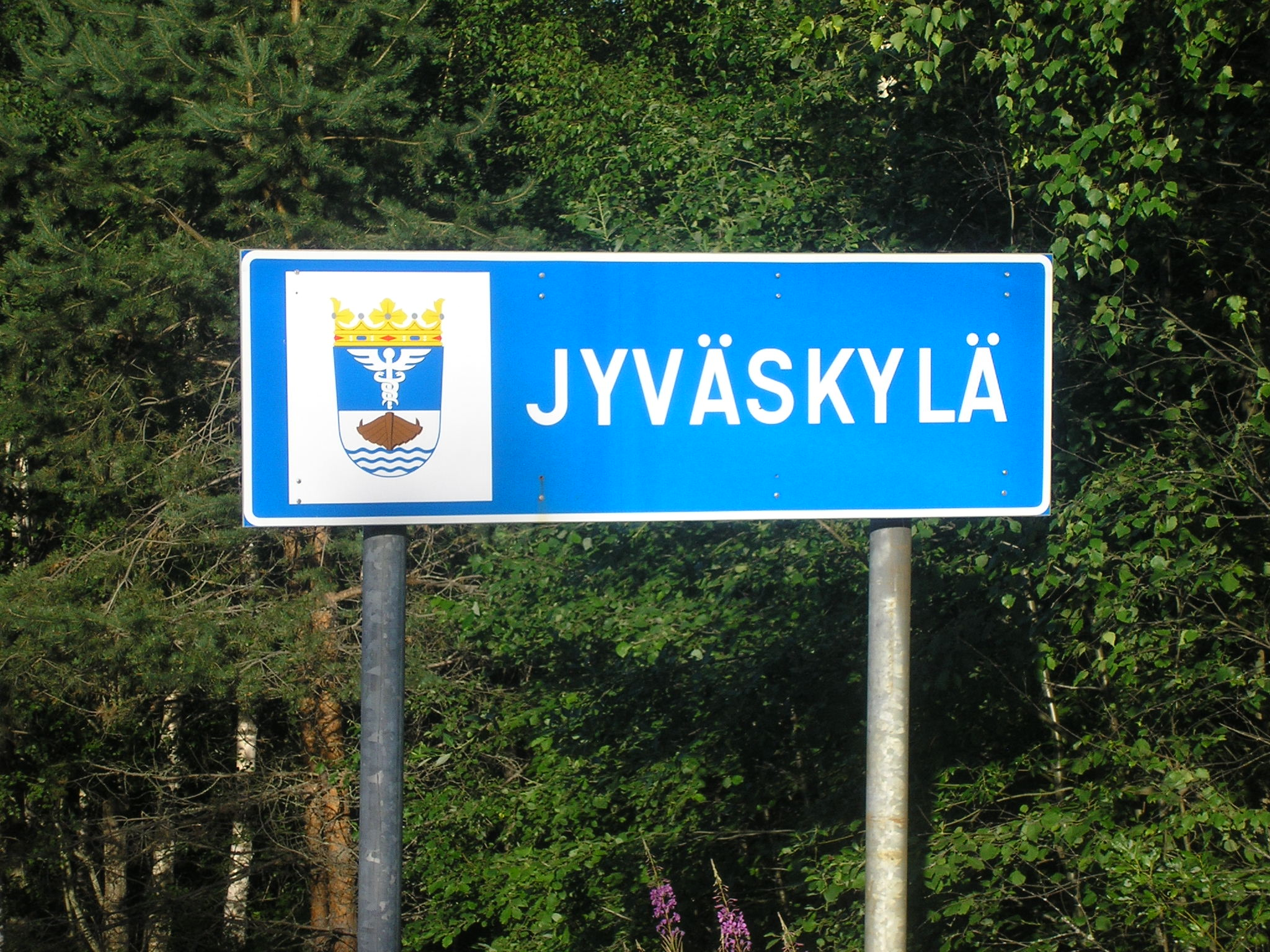
A finn Jyväskylä város helységnévtáblája

Az északi nyelvek az ä-t önálló betűként használják, nem az a variánsaként, ezt bizonyítja, hogy ezek a nyelvek az a-tól elkülönítve, az ábécéik végére sorolják be az ä-t (illetve eredetijét, az æ-t).

## Umlautos a
A német nyelvben – a skandináv nyelvekkel ellentétben – nem önálló betűként tekintenek az ä-re, hanem csak az a egy változatára, amely bizonyos nyelvtani okokból alakult ki. Éppen ezért a német ábécében az ä-t az a betűvel együtt rendezik ábécébe, mégpedig az ae helyére. Ahol az ä használatára nincs mód, rendszeresen ae kapcsolattal helyettesítik.
Az azeriben az ä-t használják az ə írására, ahol ez utóbbi tipográfiai okokból nem lehetséges.

## Használata egyes nyelvekben
- fríz: IPA: [ɛ]
- emilia-romagnai: IPA: [ɛ]
- észt: IPA: [ɛ] vagy IPA: [æ]
- finn: IPA: [æ]
- gagauz: IPA: [ɛ] vagy IPA: [æ]
- luxemburgi: IPA: [ɛ]
- német: IPA: [ɛ] vagy IPA: [e]
- svéd: IPA: [ɛ] vagy IPA: [æ]
- skolt számi: IPA: [a]
- szlovák: IPA: [æ]
- tatár: IPA: [æ]
- türkmén: IPA: [æ]

## Kódolásai
Az ä-t a számítástechnikában a következőképpen lehet kódolni:
| Karakterkészlet | Kisbetű (ä)   | Nagybetű (Ä)  |
| --------------- | ------------- | ------------- |
| ASCII           | Alt + 132     | Alt + 142     |
| Unicode         | U+00E4        | U+00C4        |
| HTML/XML        | &#228; &auml; | &#196; &Auml; |